# Allopsalliota
Allopsalliota là một chi nấm trong họ Agaricaceae, thuộc bộ Agaricales. Chi nấm này chỉ có một loài duy nhất là Allopsalliota geesterani (tên cũ: Agaricus geesterani), được tìm thấy ở Hà Lan và đặt theo tên của nhà khoa học Rudolph Arnold Maas Geesteranus. Chi Allopsalliota được công bố vào năm 1998, trong khi A. geesterani được Cornelis Bas và Paul Heinemann miêu tả khoa học lần đầu tiên vào năm 1986.